# 子安寺 (中津川市)
子安寺（こやすじ）は岐阜県中津川市飯沼にある如意輪観世音菩薩を本尊とする天台宗の寺院。山号は出生山。

## 歴史
飯沼字宮の根(中津川市飯沼1361番地)に在って出生山 子安寺と称する。子安観音とも呼ばれている。
創建の年代は明らかでないが、「飯沼旧記録」によると、正和年間(1312年～1316年)にこの地方を支配した安木遠山氏の某公によって再建されたといい、
またその後、文明11年(1479年)に岩村城主の遠山頼景の御台所が、お産の悩みの果てに、この観音にお祈りをしたところ無事男児を出産されたことにより、同氏によって再建されたと伝わる。
「子安観音由来記」には、遠山安芸守頼景公息、文明十一己亥年 誕生、左衛門尉景友とある。
この当時から天台宗 出生山 子安寺と称し、繁昌を極めた時もあり、戦乱疲弊の長い間無住となり荒廃した時代もあった。
なお現在地に祀るようになったのは、寛文11年(1671年)、庄屋の吉村氏の手によって再建されてからのことで、それ以前は別の場所にあったという。
元禄16年(1703年)の「飯沼村差出帳」によると、
一　子安観音堂　堅三間横二間 御座候御事 と記されている。
ある時、庄屋の吉村氏に夢のお告げがあり、急いで駈けつけてみると、この観音像が今しも盗賊によって奪い取られようとしていたので大声をあげて村人を呼び集め事無きを得たと伝わる。
尊像は蓮華座まで含めて30cm、寄木作り玉眼・六臂の座像で、高名仏師の作であろうと考えられる。
昭和まで、この観音にお祈りすると安産できるという信仰から、近郷近在からの婦人の参詣が多かった。